# Patina Miller
Patina Renea Miller (nacida el 6 de noviembre de 1984) es una actriz y cantante estadounidense. El papel destacado de Miller fue el de la aspirante a diva disco Deloris Van Cartier en las producciones de West End de 2009 y Broadway de 2011 de Sister Act, por las que obtuvo nominaciones al premio Laurence Olivier y al premio Tony, respectivamente. También interpretó el papel principal en el revival de Pippin en Broadway en 2013, por el que ganó el Tony a la mejor actriz principal en un musical. Más tarde regresó a Broadway para interpretar a la Bruja en el revival de Broadway de 2022 del musical de Stephen Sondheim Into the Woods.
También es conocida por su papel de Paylor en las películas de Los juegos del hambre y su papel protagónico de Daisy Grant en el drama político de CBS Madam Secretary. También protagonizó la serie de PBS Mercy Street (2017). En 2021, Miller comenzó a interpretar a Raquel "Raq" Thomas en el drama televisivo de Starz Power Book III: Raising Kanan. En 2024, prestó su voz a Sera en la serie musical animada para adultos Hazbin Hotel.

## Primeros años y educación
Nacida en Pageland, Carolina del Sur, y criada en un hogar monoparental conoció la música a una edad temprana y cantó con el coro de góspel de su iglesia local. Asistió a la Escuela de Artes y Humanidades del Gobernador de Carolina del Sur y en 2006 se graduó en teatro musical de la Universidad Carnegie Mellon. Ella atribuye su tiempo en Carnegie Mellon como una gran parte de su vida y dice: "Fue allí donde estudié y realmente me di cuenta de que podía hacer realidad mi sueño. Estoy muy agradecida a todos mis profesores que me ayudaron a convertirme en la artista que soy hoy."

## Carrera
En 2005, Miller fue una de los tres finalistas para el papel de Effie White en el drama musical Dreamgirls, junto a Capathia Jenkins y Jennifer Hudson (que finalmente le valió a Hudson el Óscar a la mejor actriz de reparto). En 2007, fue elegida como Pam Henderson en la telenovela diurna All My Children y apareció en 30 episodios del programa. Actuó en una producción de Hair en Central Park en el verano de 2008 y apareció en el musical Romantic Poetry en el Manhattan Theatre Club ese otoño.

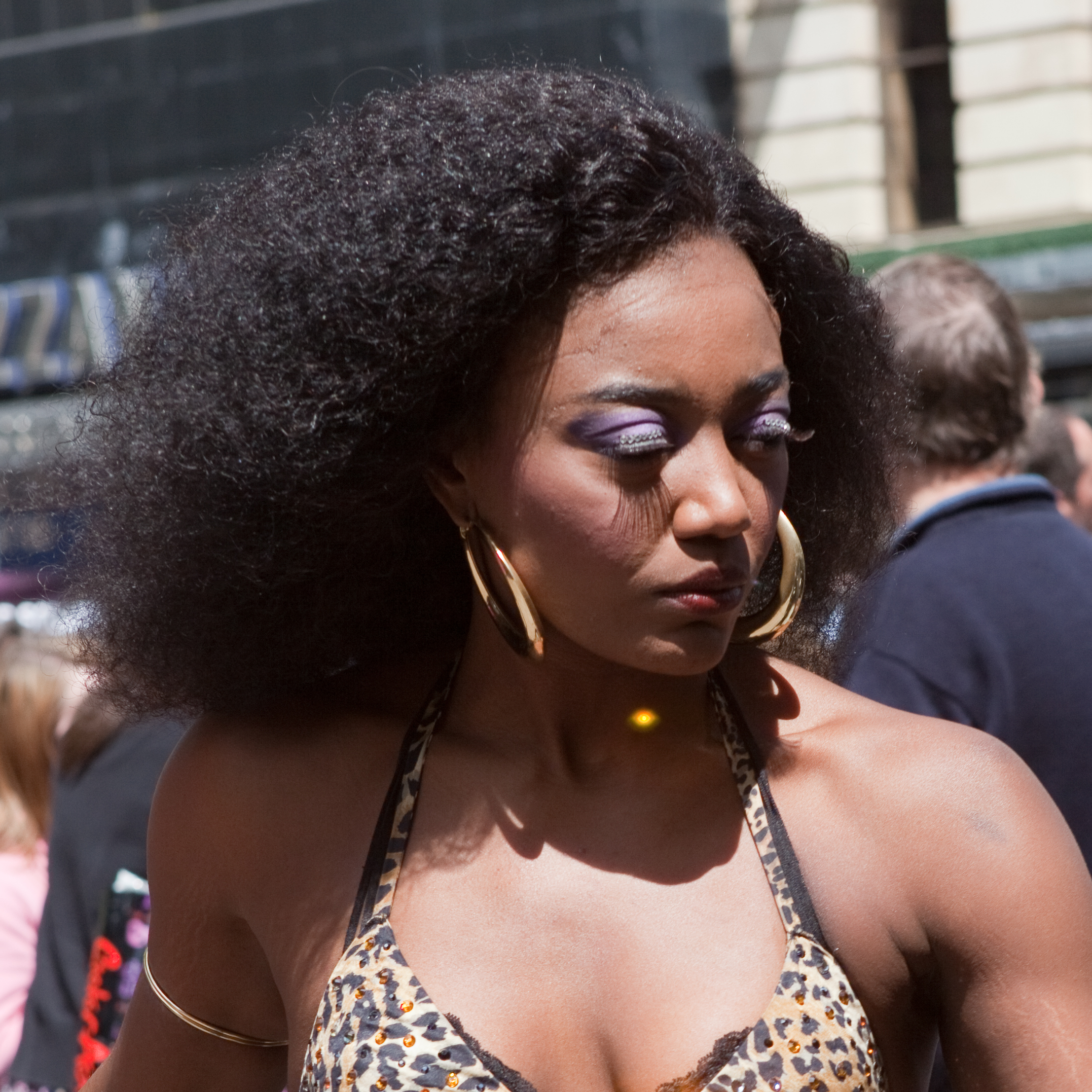
Miller durante una presentación de Sister Act en el West End, 2010

Miller fue elegida para el papel principal de Delores Van Cartier en Sister Act, un papel que había sido suplente durante seis meses durante su presentación inicial en los Estados Unidos, luego de una búsqueda internacional de un año. La producción londinense se estrenó el 2 de junio de 2009 en el London Palladium y, aunque recibió críticas mixtas, la mayoría de los críticos destacaron a Miller y elogiaron su actuación. Benedict Nightingale de The Times citó su "fantástica voz". La irónica vulnerabilidad DE Whoopi añade deslumbramiento al alboroto que la rodea", mientras que David Benedict de Variety pensó que su "voz poderosa, en algún lugar entre Gloria Gaynor y Whitney Houston, y su vibrato trepidantemente rápido actúan como el motor del show." Por este papel, Miller ganó el premio Theatregoers Choice de whatsonstage.com a la mejor actriz en un musical y también fue nominada al premio Laurence Olivier a la mejor actriz en un musical. Permaneció en la producción hasta que cerró el 30 de octubre de 2010.
Miller repitió el papel de Deloris Van Cartier en la producción de Broadway de Sister Act, que comenzó a presentarse el 24 de marzo de 2011 en el Teatro Broadway y se inauguró oficialmente el 20 de abril de 2011. Miller también hizo su debut en Broadway en esta producción. Por este papel ganó un premio Theatre World y también fue nominada al premio Tony a la mejor actriz principal en un musical, al premio Outer Critics Circle a la mejor actriz en un musical, al premio Drama League por Actuación Distinguida, y el Premio Drama Desk a la Mejor Actriz en un Musical. Realizó su última actuación en la compañía de Broadway el 18 de marzo de 2012 y fue reemplazada por Raven-Symoné el 27 de marzo. Miller también interpretó a Linda en producción del City Center Encores de Lost in the Stars, que se desarrolló del 3 al 6 de febrero de 2011.
Actuó como protagonista principal en la producción del American Repertory Theatre de Pippin del 5 de diciembre de 2012 al 20 de enero de 2013. Miller repitió el papel en la reposición de Broadway, que comenzó a presentarse el 23 de marzo de 2013 en el Music Box Theatre y se inauguró oficialmente el 25 de abril de 2013. Ganó el premio Outer Critics Circle y el premio Tony a la mejor actriz principal en un musical en la 67.ª edición de los premios Tony por este papel.
Miller interpretó al comandante Paylor en Los juegos del hambre: Sinsajo - Parte 1 (2014) y Parte 2 en 2015. En mayo de 2014, se anunció que fue elegida para interpretar a Daisy Grant, coordinadora de prensa de la Secretaria de Estado Elizabeth McCord (Téa Leoni) en el drama político de CBS Madam Secretary. El programa se estrenó el domingo 21 de septiembre de 2014 en CBS como parte de la temporada de televisión 2014-15.
En 2019, Miller interpretó a la Bruja en la producción del Hollywood Bowl de Into the Woods y repitió el papel en una reposición de Broadway en 2022 en el Teatro Saint James.

## Vida personal
El 14 de junio de 2014, Miller se casó con el capitalista de riesgo David Mars en la ciudad de Nueva York. Robin Burch, la madre de Miller, quien es ministra bautista, ofició en la ceremonia. Su hija, Emerson Harper, nació el 9 de agosto de 2017 en la ciudad de Nueva York.
En 2023, Miller cantó el Himno Nacional de Estados Unidos al inicio del Maratón de Nueva York en Staten Island y posteriormente completó la carrera en cuatro horas.

## Filmografía

### Películas
| Año  | Título                                   | Papel             |
| ---- | ---------------------------------------- | ----------------- |
| 2014 | Los juegos del hambre: Sinsajo – Parte 1 | Comandante Paylor |
| 2015 | Los juegos del hambre: Sinsajo – Parte 2 | Comandante Paylor |
| 2021 | The Many Saints of Newark                | Reina Isola       |

### Televisión
| Año           | Título                        | Papel               | Notas             |
| ------------- | ----------------------------- | ------------------- | ----------------- |
| 2007–08       | All My Children               | Pam Henderson       | 30 episodios      |
| 2012          | Late Night with Jimmy Fallon  | Deloris Van Cartier | Episodio: "#4.35" |
| 2014–19       | Madam Secretary               | Daisy Grant         | 108 episodios     |
| 2016–21       | Word Party                    | Narradora           | 60 episodios      |
| 2017          | Mercy Street                  | Charlotte           | 6 episodios       |
| 2021–presente | Power Book III: Raising Kanan | Raquel Thomas       | Protagonista      |
| 2024          | Hazbin Hotel                  | Sera (voz)          | Invitada          |

### Teatro
| Año     | Título              | Papel                                     | Teatro                   |
| ------- | ------------------- | ----------------------------------------- | ------------------------ |
| 2006    | Sister Act          | Ensemble/Deloris Van Cartier (understudy) | Pasadena Playhouse       |
| 2007    | Sister Act          | Ensemble/Deloris Van Cartier (understudy) | Alliance Theatre Company |
| 2008    | Hair                | Sheila                                    | Central Park             |
| 2009    | Putting It Together | Interprete                                | New York                 |
| 2010    | Sister Act          | Deloris Van Cartier                       | West End                 |
| 2011–12 | Sister Act          | Deloris Van Cartier                       | Broadway                 |
| 2012    | Lost in the Stars   | Linda                                     | Encores!                 |
| 2013–14 | Pippin              | Jugadora líder                            | Broadway                 |
| 2013    | Ragtime             | Sarah                                     | Lincoln Center           |
| 2019    | Into the Woods      | La Bruja                                  | Hollywood Bowl           |
| 2022    | Into the Woods      | La Bruja                                  | Broadway                 |